# 後藤寺線
後藤寺線（日语：／ Gotōji sen */?）是一條連結日本福岡縣飯塚市的新飯塚站至福岡縣田川市的田川後藤寺站，屬於九州旅客鐵道（JR九州）的鐵路線（地方交通線）。
此線是途經筑豐西部的飯塚市與東部的田川市和福岡市的短絡路線。

## 路線資料
- 管轄（事業類別）：九州旅客鐵道（第一種鐵道事業者）
- 路段（營業距離）：新飯塚站－田川後藤寺站 13.3公里[1]
- 軌距：1067毫米
- 道床：全線有碴軌道
- 站數：6個（包括起終點站）
  - 若只限屬於後藤寺線的車站，排除起終點站（新飯塚站屬於筑豐本線，田川後藤寺站屬於日田彥山線[3]）則為4個。
- 複線路段：沒有（全線單線）
- 電氣化路段：沒有（全線非電氣化（日语：非電化））
- 閉塞方式：特殊自動閉塞式（軌道回路檢知式）
- 運轉指令所（日语：運転指令所）：博多綜合指令中心[4]

全線由本社鐵道事業本部直轄。
全線根據旅客營業規則屬於大都市近郊區間的「福岡近郊區間」。後藤寺線不能使用IC乘車卡「SUGOCA」，卻位於可使用SUGOCA的福岡、佐賀、大分、熊本地域內，因此可以以SUGOCA出入閘，中途通過後藤寺線（不能在線內車站下車）。

## 車站列表
- 停靠站
  - 普通…停靠所有車站
  - 快速…●的車站停靠，│的車站通過
- 軌道 … ◇：可列車交會，｜：不可列車交會
- 所有車站都位於福岡縣內

| 車站編號 | 中文站名   | 日文站名 | 英文站名 | 站間營業距離 | 累計營業距離 | 快速 | 接續路線                                             | 軌道 | 所在地 |
| -------- | ---------- | -------- | -------- | ------------ | ------------ | ---- | ---------------------------------------------------- | ---- | ------ |
| JJ01     | 新飯塚     |          |          | -            | 0.0          | ●    | 九州旅客鐵道： 豐本線（福北豐線）（JC14）            | ｜   | 飯塚市 |
| JJ02     | 上三緒     |          |          | 3.1          | 3.1          | │    |                                                      | ｜   | 飯塚市 |
| JJ03     | 下鴨生     |          |          | 1.9          | 5.0          | │    |                                                      | ◇    | 嘉麻市 |
| JJ04     | 前內       |          |          | 1.2          | 6.2          | │    |                                                      | ｜   | 飯塚市 |
| JJ05     | 船尾       |          |          | 3.7          | 9.9          | │    |                                                      | ｜   | 田川市 |
| JJ06     | 田川後藤寺 |          |          | 3.4          | 13.3         | ●    | 九州旅客鐵道： 日田彥山線（JI14） 平成筑豐鐵道：糸田線 | ｜   | 田川市 |

### 廢除路段
（貨）顯示貨物站。
- 赤坂站（現、下鴨生站）－（貨）赤坂炭坑站 0.8公里
- 上三緒站－（貨）筑前山野站 2.2公里

### 廢站
廢除路段的車站除外。
- （貨）起行站：1982年11月15日廢除，田川後藤寺－船尾間

### 過去的接續路線
- 下鴨生站：漆生線